# Вікі Мартін Беррокаль
Вікі Мартін Беррокаль (нар. 11 березня 1973, Уельва, Іспанія) — іспанська дизайнерка та акторка. 

## Біографія
Вікі Мартін Беррокаль народилася 11 березня 1973 року в Уельві. Перші кроки в світі моди Беррокаль здійснила співпрацюючи з Анхелем Шлессером. Створила костюм для Уми Турман, в якому акторка з'явилася на обкладинці календаря «Campari». Вікі створила спеціальну серію склянок для бренду «Nocilla». У 2006 році вона брала участь у конкурсі монологів «El club de Flo», посівши друге місце.

## Нагороди
- Premio Escaparate (2015)